# AUKUS
AUKUS eller Aukus er en forsvarspagt mellem de tre lande Australien, Storbritannien (UK) og USA som blev grundlagt den 15. september 2021. 
Pagtens hovedgeografiske område er det indiske ocean og har i denne anledning sets som en pagt med formålet at modvirke Kina. En væsentlig del af pagtens formål er udveksling af militær teknologi mellem de tre lande. En del i denne teknologiske udveksling er, at Australien får adgang til atomdrevne ubåde, hvilket gør Australien til det syvende land i verden som har disse. 
Navnet AUKUS er et akronym for de tre landes navne på engelsk 
og specifikke geografiske område, som er af særlig interesse for pagten opgives at være Taiwan og det sydkinesiske hav.

## Diplomatiske konsekvenser
Frankrigs udenrigsminister Jean-Yves Le Drian beskrev pagten som "et knivstik i ryggen" og Frankrig kaldte sine ambassadører fra USA og Australien hjem. 
Ifølge Australiens forsvarsminister Peter Dutton vidste den franske regering, at Australien havde tvivl med aftalen om køb af ubåde. 
Kina mener samtidig at pagten skaber et militært våbenkapløb og anklager AUKUS-landene for kernevåbeneksport.